# Джей Бергер
Джей Бергер (англ. Jay Berger; нар. 26 листопада 1966) — колишній американський тенісист.
Найвищу одиночну позицію світового рейтингу — 7 місце досяг 16 квітня, 1990, парну — 196 місце — 14 листопада, 1988 року.
Здобув 3 одиночні та 1 парний титул.
Найвищим досягненням на турнірах Великого шолома були чвертьфінали в одиночному розряді.
Завершив кар'єру 1991 року.

## Фінали за кар'єру

### Одиночний розряд (3–4)
| Результат | W-L | Дата     | Турнір                  | Покриття | Суперник               | Рахунок            |
| --------- | --- | -------- | ----------------------- | -------- | ---------------------- | ------------------ |
| Перемога  | 1–0 | Лис 1986 | Буенос-Айрес, Аргентина | Ґрунт    | Франко Давін           | 6–3, 6–3           |
| Поразка   | 1–1 | Лис 1987 | Буенос-Айрес, Аргентина | Ґрунт    | Гільєрмо Перес Рольдан | 2–3 ret.           |
| Перемога  | 2–1 | Жов 1988 | Сан-Паулу, Бразилія     | Тверде   | Орасіо де ла Пенья     | 6–4, 6–4           |
| Перемога  | 3–1 | Тра 1989 | Чарлстон, США           | Ґрунт    | Лосон Данкен           | 6–4, 6–3           |
| Поразка   | 3–2 | Сер 1989 | Індіанаполіс, США       | Тверде   | Джон Макінрой          | 4–6, 6–4, 4–6      |
| Поразка   | 3–3 | Лис 1989 | Ітапарика, Бразилія     | Тверде   | Мартін Хайте           | 4–6, 4–6           |
| Поразка   | 3–4 | Лип 1990 | Торонто, Канада         | Тверде   | Майкл Чанг             | 6–4, 3–6, 6–7(3–7) |

### Парний розряд (1–1)
| Результат | W-L | Дата     | Турнір                  | Покриття | Партнер            | Суперники                     | Рахунок       |
| --------- | --- | -------- | ----------------------- | -------- | ------------------ | ----------------------------- | ------------- |
| Поразка   | 0–1 | Лис 1987 | Буенос-Айрес, Аргентина | Ґрунт    | Орасіо де ла Пенья | Томас Карбонелл Серхіо Касаль | def.          |
| Перемога  | 1–1 | Жов 1988 | Сан-Паулу, Бразилія     | Тверде   | Орасіо де ла Пенья | Рікардо Акунья Хав'єр Санчес  | 5–7, 6–4, 6–3 |